# Бертольд Кортс
Бертольд Кортс (нім. Berthold Korts; 21 травня 1912, Карлсруе, Німецька імперія — 29 серпня 1943, Харків, УРСР) — німецький льотчик-ас винищувальної авіації, лейтенант люфтваффе (11 травня 1943). Кавалер Лицарського хреста Залізного хреста.

## Біографія
Вступив на службу в артилерію, а влітку 1940 року переведений в люфтваффе. Після закінчення льотної школи в червні 1942 року зарахований в 9-у ескадрилью 52-ї винищувальної ескадри. Учасник Німецько-радянської війни. До кінця 1942 року мав на своєму рахунку 13 повітряних перемог. На початку 1943 року переведений в штаб 3-ї групи своєї ескадри, а 11 травня 1943 року очолив 9-у ескадрилью. 27 травня 1943 року здобув свою 40-ту, 2 червня — 50-у, 3 серпня — 75-у, а 17 серпня — 100-у перемогу. 29 серпня 1943 року його літак (Bf.109G) не повернувся з бойового вильоту; тіло Кортса не було знайдене.
Всього за час бойових дій збив 113 радянських літаків.

## Нагороди
- Нагрудний знак пілота
- Залізний хрест 2-го і 1-го класу
- Почесний Кубок Люфтваффе (1 лютого 1943)
- Німецький хрест в золоті (12 липня 1943)
- Лицарський хрест Залізного хреста (29 серпня 1943) — за 113 перемог.
- Авіаційна планка винищувача